# Hacken.io
Hacken — международная компания, занимающаяся аудитом безопасности Web3 проектов. Компания также активно участвует в кибервойне Украины против России в рамках вторжения России в Украину в 2022 году. Штаб-квартира компании расположена в столице Эстонии, Таллине. Согласно The Wall Street Journal, команда переехала в Лиссабон в марте 2022 года.

## История
Компания Hacken была основана в 2017 году группой украинских специалистов. В Эстонии она зарегистрирована 13 октября 2017 года под названием Hacken OÜ, вид деятельности согласно эстонскому классификатору EMTAK — «62021. Консультационные услуги в области компьютерных технологий».
В 2018 году была запущена платформа CER.live, которая оценивала безопасность торгующих цифровыми активами бирж и используется Forbes для оценки криптовалютных бирж. 2 марта 2021 года командой Hacken был создан инструмент для борьбы с DDOS DisBalancer.
С 24 февраля 2022 года Hacken участвует в противодействии российской агрессии в киберпространстве. 4 марта 2022 года DisBalancer был перестроен так, чтобы стать самой большой DDOS-платформой для украинской ИТ-армии против России. Его назвали Liberator как реакцию на вторжение России. Liberator привлек 10 000 ИТ-волонтеров из 150 стран в первые месяцы войны.
В конце февраля и начале марта 2022 года Hacken настроил свою платформу баунти-баунти HackenProof для оборонных и наступательных целей. Оборонная программа проходит под названием «Призыв к украинской киберзащите. Остановите войну». Начавшаяся 27 февраля наступательная программа получила название «Призыв к подвигу. Остановите войну». Она была сосредоточена на поиске и использовании уязвимостей российских хостинг-провайдеров, интернет-провайдеров, аэрокосмического/воздушного контроля, систем SCADA, банков, государственных служб.

## Оценка деятельности
- Hacken занимает основную часть первого всестороннего научного анализа украинского кибер-противостояния российскому вторжению в Украину в 2022 году, который осуществил Центр исследований безопасности (CSS), ETH Zürich, Швейцария[29][16].
- Испанская El Independiente назвала офис Hacken в Барселоне едва ли не самой скрытой стороной российско-украинской войны[30].